# 651
Năm 651 là một năm trong lịch Julius. 